# Swan Quarter
La zone non incorporée de Swan Quarter (ou Swanquarter) est le siège du comté de Hyde, situé en Caroline du Nord, aux États-Unis.

## Démographie
| 2000 | 2010 | - | - | - | - |
| ---- | ---- | - | - | - | - |
| 389  | 324  | - | - | - | - |